# 潭子糖廠
潭子糖廠是臺灣一座曾經存在的製糖工廠，原址現為潭子加工出口區。

## 沿革
1918年，其前身帝國製糖株式會社潭仔墘工場(後改稱潭子工場)落成開工，初期每日壓榨甘蔗量為750公噸，後增至1600公噸。
1940年，帝國製糖併入大日本製糖株式會社，改稱潭子製糖所。
第二次世界大戰時遭美軍轟炸，受損嚴重。
戰後，屬臺灣糖業公司第一區分公司，改稱潭子糖廠。
1947年11月，復工製糖。
1950年，臺糖改行總廠制，屬台中總廠下，改制為潭子工場。
1953年，製糖工場停產關閉。
1954年，廠區改作員工訓練所。
1970年，員工訓練所遷至溪洲，廠區土地為潭子加工出口區使用。

## 外部連結
- 臺糖全球中文入口網 （页面存档备份，存于）